# Ľubor Bystrický
Ľubor Bystrický (* 13. března 1948) byl slovenský diplomat a politik, po sametové revoluci československý poslanec Sněmovny národů za Sociálnědemokratickou stranu na Slovensku.

## Biografie
Na přelomu let 1989–1990 patřil mezi členy zakládající skupiny obnovené sociálně demokratické strany na Slovensku. Ve volbách roku 1992 zasedl do slovenské části Sněmovny národů za Sociálnědemokratickou stranu na Slovensku. Ve Federálním shromáždění setrval do zániku Československa v prosinci 1992. Koncem roku 1992 patřil mezi několik poslanců slovenské sociální demokracie, kteří podpořili ústavní zákon o rozdělení ČSFR. Bytem se uvádí Bratislava.
V listopadu 1993 se účastnil 3. sjezdu Sociálnědemokratické strany Slovenska. Usiloval tehdy o post předsedy strany, ale tuto funkci získal Jaroslav Volf. Bystrický pak spolu s dalším významným politikem SDSS Borisem Zalou utvořili frakci Obroda sociálnej demokracie. Byl místopředsedou strany (na tomto postu uváděn například k roku 1995). Později přešel do diplomatických služeb a od prosince 1998 působil jako slovenský velvyslanec v Rakousku.
Se zahraniční politikou měl zkušenosti již dříve. V roce 1994 je zmiňován coby státní tajemník slovenského ministerstva zahraničních věcí. V roce 1997 pak byl vedoucím odboru zahraniční politiky v Kanceláři prezidenta Slovenské republiky.